# Ilse Gramatzki
Ilse Gramatzki (* 1939 in Kiel) ist eine deutsche Opernsängerin in den Stimmlagen Mezzosopran und Alt.

## Leben
Ilse Gramatzki studierte Gesang in Hamburg, unter anderem bei der Sopranistin Erna Schlüter. 1964 erhielt sie ihr erstes Engagement am Landestheater Detmold; dort blieb sie bis 1966. Von 1966 bis 1968 war sie am Staatstheater Braunschweig engagiert. 1968 wechselte sie an die Oper Köln, der sie bis 1983 als festes Ensemblemitglied angehörte. 1975 sang sie dort im Rahmen des Mozart-Zyklus von Jean-Pierre Ponnelle. Seit 1974 war sie auch fest an der Oper Frankfurt engagiert. Bis zum Ende der Spielzeit 2000/01 war Gramatzki dort offiziell Ensemblemitglied. Von 1978 bis 1980 bestand gleichzeitig ein Gastvertrag mit der Deutschen Oper Berlin.
1972 sang Gramatzki erstmals bei den Bayreuther Festspielen. Von 1972 bis 1980 gehörte sie zum festen Ensemble der Bayreuther Festspiele. Sie übernahm mehrere Mezzosopran- und Altpartien in den Musikdramen von Richard Wagner; sie sang die Magdalene in Die Meistersinger von Nürnberg (1976), die Floßhilde (1972–1974) und die Wellgunde (1976–1980) in Der Ring des Nibelungen, die Grimgerde in Die Walküre (1972–1973, 1976–1980) sowie ein Blumenmädchen (1972–1973, 1977–1980) und den Ersten Knappen (1977–1980) in Parsifal. Sie wirkte dabei von 1976 bis 1980 auch im sogenannten Jahrhundertring von Patrice Chéreau und Pierre Boulez mit. Die Aufführungen wurden 1980 für das Fernsehen aufgezeichnet und später auch auf CD und DVD veröffentlicht.
Gramatzki trat bei den Salzburger Festspielen (1967, als Dritte Dame in Die Zauberflöte) auf. Sie gastierte auch an der Wiener Staatsoper (1977 als Oktavian in Der Rosenkavalier) und bei den Wiener Festwochen (1976 als Annius in La clemenza di Tito, 1983 als Charlotte in Die Soldaten und 1986 als Dorabella in Così fan tutte).
Sie trat auch an der Hamburgischen Staatsoper, am Opernhaus von Rom, an der Niederländischen Oper in Amsterdam, am Théâtre de la Monnaie in Brüssel (1983 als Charlotte in Die Soldaten) und an der Covent Garden Opera in London auf.
Weitere wichtige Rollen Gramatzkis waren Orpheus in Orfeo ed Euridice, Cherubino und später Marcellina in Le nozze di Figaro, Annina in Der Rosenkavalier (Regie: Ruth Berghaus, Premiere: Saison 1992/93 am Opernhaus Frankfurt), Maddalena in Rigoletto (u. a. in der Saison 1992/93 am Opernhaus Frankfurt), Hänsel in Hänsel und Gretel und der Kaiser in der Oper Wir erreichen den Fluss von Hans Werner Henze. Gramatzki galt insbesondere als Spezialistin für die Musik der Moderne und für die zeitgenössische Oper. 1986 wirkte sie am Opernhaus Frankfurt in der Uraufführung der Oper Stephen Climax von Hans Zender mit. In den 1990er Jahren vollzog Gramatzki dann den Wechsel von den großen dramatischen Mezzosopran-Partien ins Charakterfach. Im Juli 1998 sang sie an der Oper Frankfurt die Dryade in Ariadne auf Naxos. In der Saison 1999/00 sang sie dort die Dritte Dame in Die Zauberflöte, Marcellina in Le Nozze di Figaro und die Larina in Eugen Onegin. In der Spielzeit 2001/02 sang sie dort nochmals die Dritte Dame in Die Zauberflöte.
Gramatzki trat mit einem umfangreichen Repertoire auch als Konzertsängerin hervor.
Sie hatte auch mehrere Auftritte im deutschen Fernsehen, unter anderem in den Sendungen Musik ist Trumpf (Köln 1975) und Einer wird gewinnen (Januar 1983 in Ludwigshafen am Rhein).